# Wilmer (Texas)
Wilmer es una ciudad ubicada en el condado de Dallas en el estado estadounidense de Texas. En el Censo de 2010 tenía una población de 3682 habitantes y una densidad poblacional de 221,09 personas por km².

## Geografía
Wilmer se encuentra ubicada en las coordenadas 32°35′57″N 96°40′54″O / 32.59917, -96.68167. Según la Oficina del Censo de los Estados Unidos, Wilmer tiene una superficie total de 16.65 km², de la cual 16.52 km² corresponden a tierra firme y (0.82%) 0.14 km² es agua.

## Demografía
Según el censo de 2010, había 3682 personas residiendo en Wilmer. La densidad de población era de 221,09 hab./km². De los 3682 habitantes, Wilmer estaba compuesto por el 48.4% blancos, el 21.75% eran afroamericanos, el 0.92% eran amerindios, el 0.19% eran asiáticos, el 0.05% eran isleños del Pacífico, el 24.42% eran de otras razas y el 4.26% pertenecían a dos o más razas. Del total de la población el 50.92% eran hispanos o latinos de cualquier raza.

## Educación
El Distrito Escolar Independiente de Dallas gestiona las escuelas públicas que sirven a Wilmer.
- Wilmer Early Childhood Center (Centro Preescolar de Wilmer)[7]
- Escuela Primaria Wilmer-Hutchins
- Escuela Secundaria Kennedy-Curry
- Escuela Preparatoria Wilmer-Hutchins

Antes de 2005, el Distrito Escolar Independiente de Wilmer-Hutchins sirvió a Wilmer.